# Robot Dreams
Robot Dreams (Sonhos de Robô) é um livro de contos de ficção científica escrito por Isaac Asimov em 1986 e ilustrado na versão inglesa por Ralph McQuarrie. Ele reúne 20 contos antigos de Asimov, além de um escrito especialmente para este livro.

## Contos
O Livro possuí 21 contos:
- O pequeno robô desaparecido - Conto com Susan Calvin
- Sonhos de Robô - Susan Calvin
- Os Incubadores
- A Hospedeira
- Sally
- O Fura-Greves
- A Máquina que Ganhou a Guerra - Conto com Multivac
- O que os olhos vêem
- O Estilo Marciano
- Democracia Eletrônica - Conto com Multivac
- O Piadista - Conto com Multivac
- A Última Pergunta - Conto com Multivac
- Uma Abelha se Importa?
- Verso de Luz
- A Sensação de Poder
- Meu Nome se Escreve Com S
- O Garotinho Feio
- A Bola de Bilhar
- A Mulher da Minha Vida
- A Última Resposta
- Para que Esqueçamos